# Fisto
Fisto è un personaggio immaginario creato nel 1981 da Mattel per la linea di giocattoli dei Masters of the universe (accorciato spesso in M.O.T.U., in italiano "i dominatori dell'universo").

## Serie del 1983
Fisto fu introdotto nella linea di giocattoli dei Masters nel 1984. Caratteristica principale di Fisto è la sua mano destra, coperta da un guanto metallico sproporzionato, in grado di sferrare colpi micidiali. Nel cartone animato Fisto appare inizialmente come uno degli emissari di Skeletor, ma passa dalla parte del bene dopo aver conosciuto He-Man. Dopo questo episodio, il personaggio di Fisto è apparso pochissimo ed ha avuto pochissimi sviluppi. Nella promozione delle action figure, Fisto fu lanciato come controparte positiva di Jitsu. Tale rivalità però nel cartone animato non è stata mai sviluppata, dato che Jitsu compare soltanto in un episodio, per evitare che la Filmation venisse accusata di perpetrare uno stereotipo razziale, date le evidenti origini asiatiche di Jitsu.

## Serie del 2002
Nella serie del 2002 l'action figure di Fisto fu ribattezzata Battle Fist, per evitare problemi di copyright con il franchise di Star Wars che includeva un personaggio chiamato Kit Fisto. Tuttavia nel cartone animato il nome del personaggio rimane invariato. Fisto compare negli ultimi quattro episodi della serie, e viene rivelato essere il fratello maggiore di Man-At-Arms, il quale però, per manifeste questioni di onore militare, è molto restìo ad accettarlo. Anzi, in più occasioni sfiorano la colluttazione per pretestuosi e futili motivi. Fisto fu allontanato dall'esercito reale di Eternia per aver disertato durante una guerra sedici anni prima. Soffrendo di amnesia, Fisto non poté mai provare la propria innocenza. È importante notare che Fisto potrebbe essere il padre biologico di Teela. Sorceress rammenta infatti che durante la guerra avvenuta sedici anni prima si era innamorata di un soldato che soffriva di amnesia. Nei suoi flashback il viso del soldato non viene rivelato, ma i bendaggi sul braccio tradiscono la particolare anatomia di Fisto. La verità su questa storia non fu mai svelata dato che il cartone animato fu interrotto, prima che gli sceneggiatori potessero svilupparla. Tuttavia, è molto più probabile che fosse in realtà proprio Man-At-Arms, vista soprattutto la sua reazione quando Sorceress gli parla di lui alla fine dell'episodio 29.
In questa serie l'enorme mano destra di Fisto (ancora più sproporzionata che nella vecchia serie) è una protesi bionica creata da Man-at-Arms, dopo che il fratello aveva sacrificato la propria mano per salvare gli eroici guerrieri.